# Kinesisk-sovjetiska gränskonflikten (1929)
Kinesisk-sovjetiska gränskonflikten (kinesiska: 中东路事件, ryska: Конфликт на Китайско-Восточной железной дороге) pågick från juli till september 1929. Konflikten gällde kontrollen över Östra kinesiska järnvägen mellan den kinesiske krigsherren Zhang Xueliangs styrkor och Röda armén som leddes av Vasilij Blücher. Sovjetunionen avgick med segern och järnvägen stannade i gemensam rysk-kinesisk förvaltning.